# Macrophiothrix
Genre
Synonymes
- Amphiophiothrix H.L. Clark, 1946
- Ophiothrix (Keystonea) A.M. Clark, 1967
- Ophiothrix (Placophiothrix)

Les Macrophiothrix sont un genre d'ophiures (animaux marins ressemblant à des étoiles de mer souples), de la famille des Ophiotrichidae.

## Caractéristiques
Ce sont des ophiures aux bras extrêmement longs, entre 10 et 20 fois la taille du disque central. Le disque est plus ou moins capitonné, couvert de granules plus ou moins épineux souvent jusque sur les boucliers radiaux (mais alors moins prononcés), dissimulant les plaques. Les bras sont hérissés de piquants translucides, souvent longs et nombreux. 
Ces ophiures, dont la majorité vivent dans le Pacifique tropical (quelques-unes dans l'océan Indien, aucune dans l'Atlantique) vivent généralement cachées dans des trous ou sous des roches, dont elles ne laissent dépasser que leurs bras pour capturer de la nourriture.

## Liste des espèces
Selon World Register of Marine Species (26 février 2014) :
- Macrophiothrix albolineata (H.L. Clark, 1938)
- Macrophiothrix albostriata (H.L. Clark, 1928) -- Australie
- Macrophiothrix aspidota (Müller & Troschel, 1842) -- Océan indien oriental (et peut-être occidental)
- Macrophiothrix bellax (Koehler, 1922) -- Philippines
- Macrophiothrix belli (Döderlein, 1896) -- Australie tropicale
- Macrophiothrix caenosa Hoggett, 2006 -- Australie tropicale
- Macrophiothrix callizona H.L. Clark, 1938 -- Australie tropicale
- Macrophiothrix capillaris (Lyman, 1879) -- Philippines et mer de Chine
- Macrophiothrix clementii Domantay, 1957 (taxon inquirendum)
- Macrophiothrix coerulea (Djakonov, 1930) -- Pacifique ouest
- Macrophiothrix demessa (Lyman, 1861) -- Tout l'Indo-Pacifique tropical
- Macrophiothrix elongata H.L. Clark, 1938 -- Golfe persique
- Macrophiothrix encarsia (H.L. Clark, 1939)
- Macrophiothrix expedita (Koehler, 1905) -- Indonésie et Philippines
- Macrophiothrix galatheae (Lütken, 1872) -- Golfe du Bengale
- Macrophiothrix hirsuta (Müller & Troschel, 1842) -- Océan indien et peut-être Pacifique tropical
- Macrophiothrix hybrida Clark, 1915 -- Indo-Pacifique central
- Macrophiothrix hymenacantha (H.L. Clark, 1928)
- Macrophiothrix koehleri A.M. Clark, 1968 -- Indo-Pacifique des Maldives à la Mélanésie
- Macrophiothrix lampra H.L. Clark, 1938 -- Sud-est de l'Australie
- Macrophiothrix leucosticha Hoggett, 1991 -- de l'Australie tropicale aux Philippines
- Macrophiothrix lineocaerulea (H.L. Clark, 1928) -- de l'Australie tropicale aux Philippines
- Macrophiothrix longipeda (Lamarck, 1816) -- Tout l'Indo-Pacifique tropical
- Macrophiothrix lorioli A.M. Clark, 1968 -- Australie tropicale
- Macrophiothrix martensi (Lyman, 1874) -- Indo-Pacifique central
- Macrophiothrix megapoma H.L. Clark, 1938 -- Australie tropicale
- Macrophiothrix melanosticta (Grube, 1868) -- de l'Australie tropicale aux Philippines
- Macrophiothrix michaelseni (Koehler, 1907) -- Sud-ouest de l'Australie
- Macrophiothrix nereidina (Lamarck, 1816) -- de Singapour au Japon et au Vanuatu
- Macrophiothrix nobilis (Koehler, 1905)
- Macrophiothrix obtusa (Koehler, 1905) -- Australie tropicale et Indonésie
- Macrophiothrix oliveri (Benham, 1911) -- Îles Kermadec
- Macrophiothrix paucispina Hoggett, 1991 -- Pacifique ouest
- Macrophiothrix pawsoni Liao, 2004 -- Chine
- Macrophiothrix propinqua (Lyman, 1861) -- Tout l'Indo-Pacifique tropical
- Macrophiothrix pulchra (H.L. Clark, 1938) -- Australie
- Macrophiothrix rhabdota (H.L. Clark, 1915) -- Australie tropicale
- Macrophiothrix robillardi (de Loriol, 1893) -- Océan indien
- Macrophiothrix smaragdina (Studer, 1882) -- Nord-ouest de l'Australie
- Macrophiothrix speciosa (Koehler, 1898) -- Golfe du Bengale
- Macrophiothrix spongicola (Stimpson, 1855) -- Australie (sauf nord)
- Macrophiothrix striolata (Grube, 1868) -- Indo-Pacifique du Bengale à l'Australie (GBR)
- Macrophiothrix tenera (Brock, 1888)
- Macrophiothrix variabilis (Duncan, 1887) -- Indo-Pacifique du Bengale à la Nouvelle-Calédonie
- Macrophiothrix vicina (Koehler, 1930) -- Australie tropicale et Indonésie
- Macrophiothrix virgata (Lyman, 1862) -- Pacifique ouest

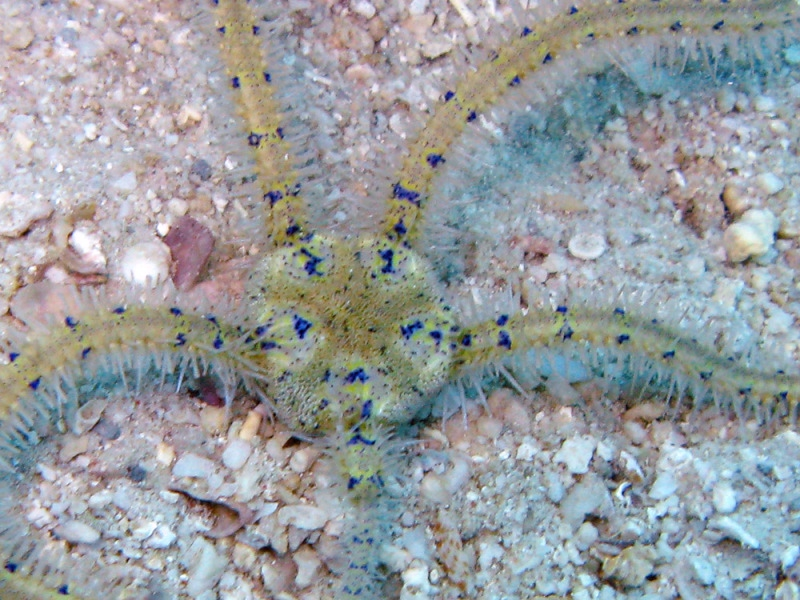
Macrophiothrix belli
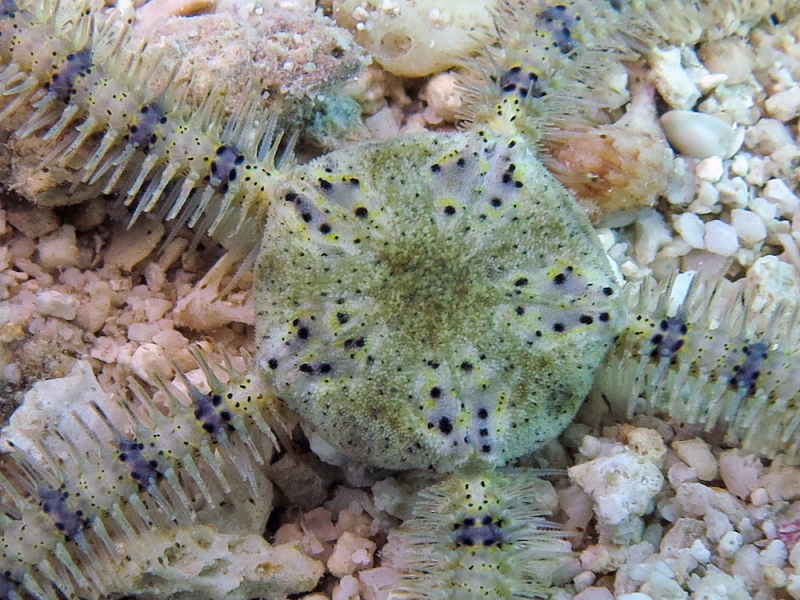
Macrophiothrix caenosa
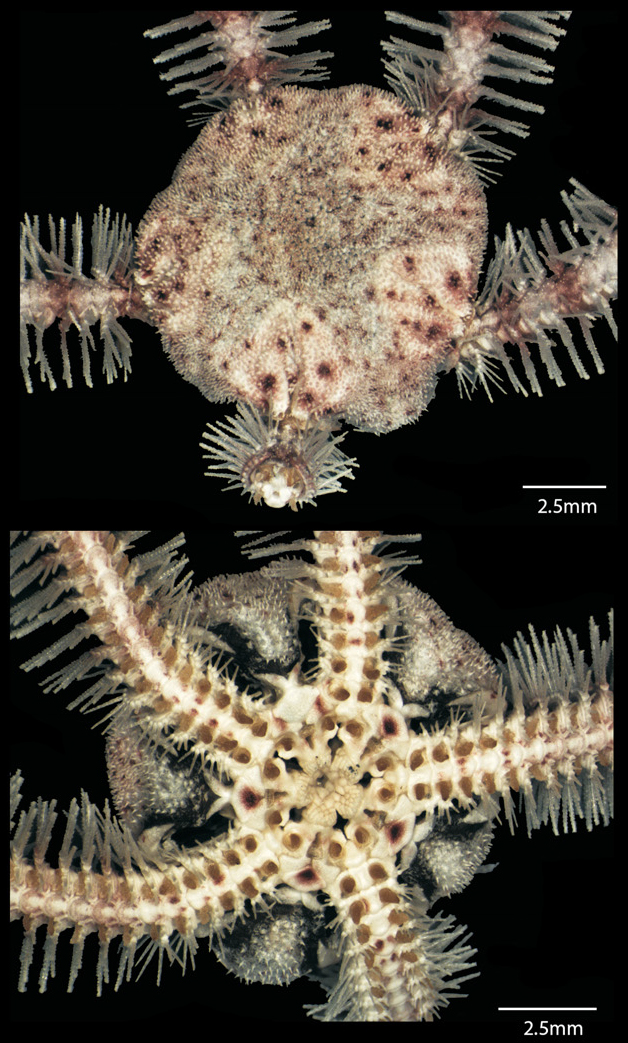
Macrophiothrix demessa
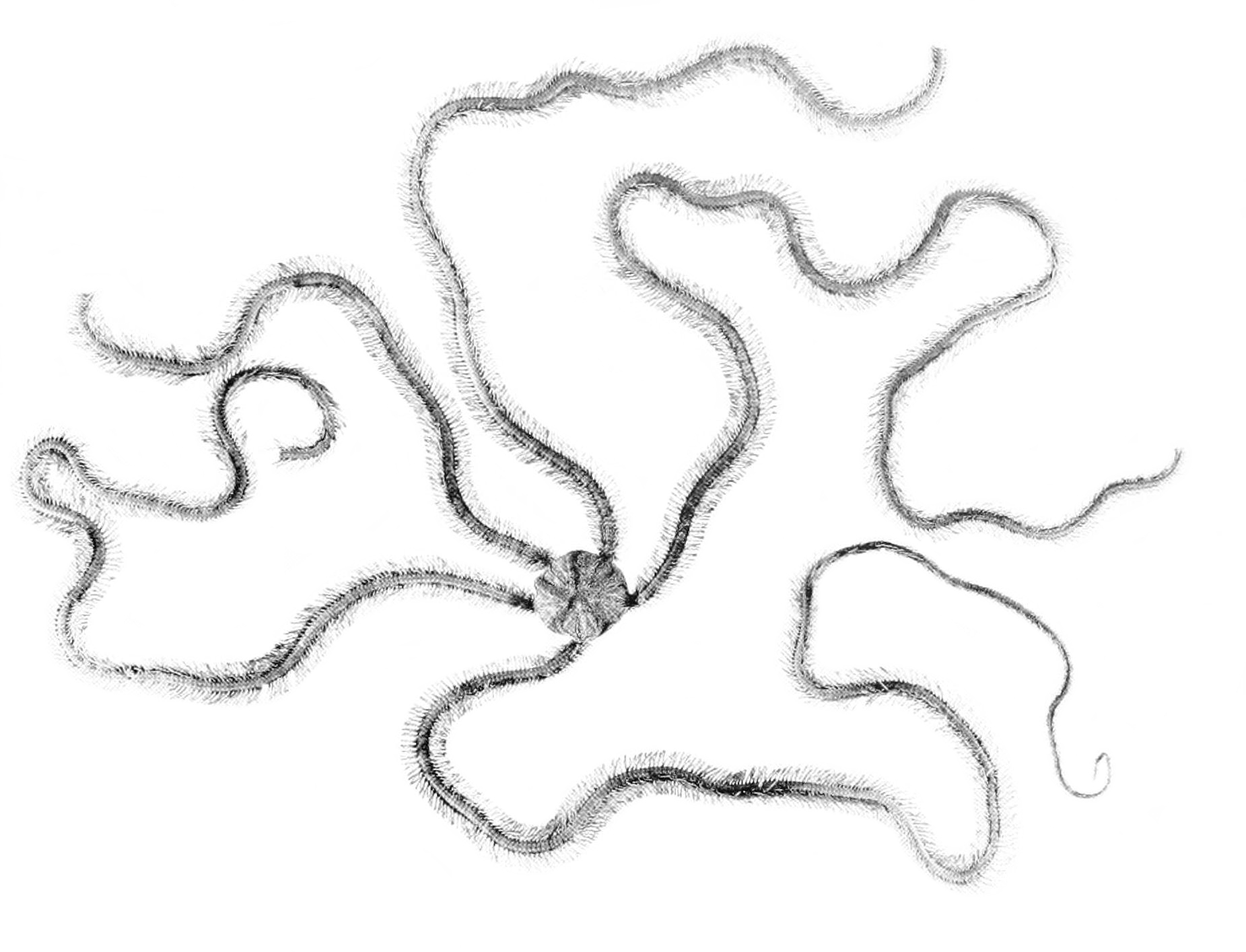
Macrophiothrix elongata
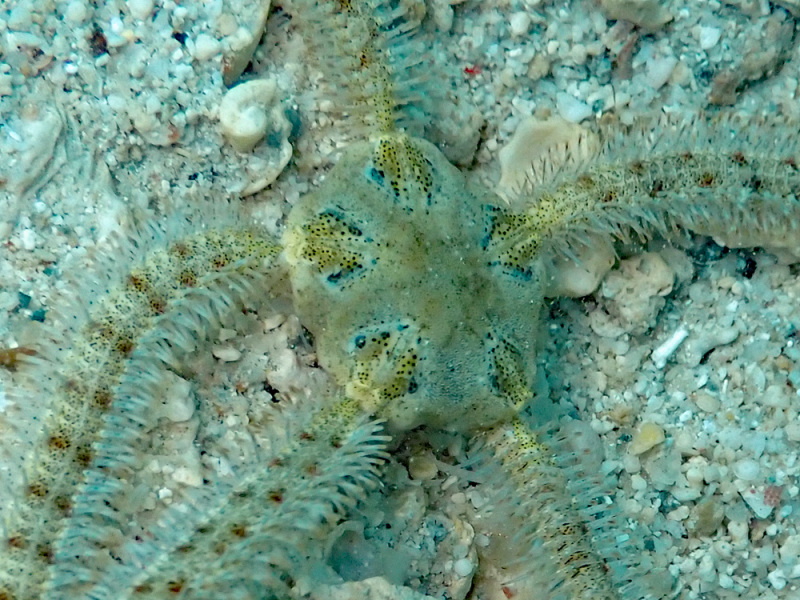
Macrophiothrix koehleri
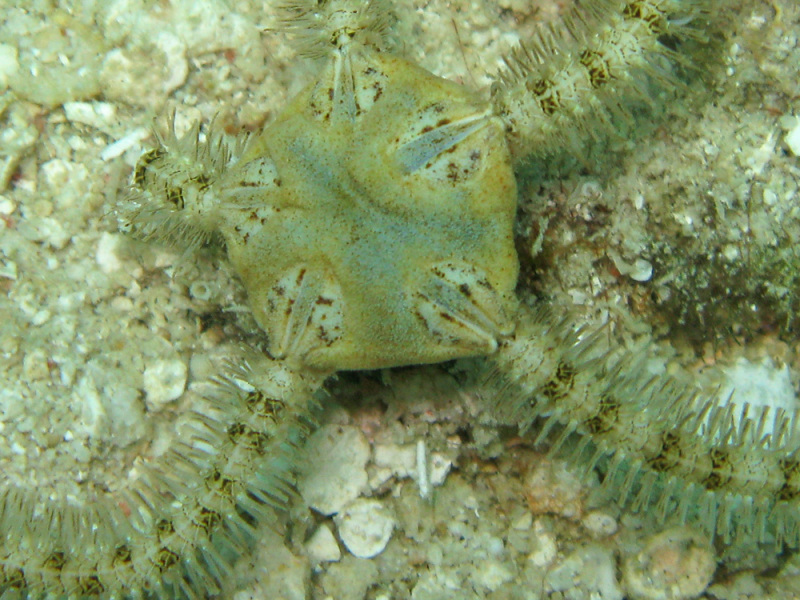
Macrophiothrix leucosticha
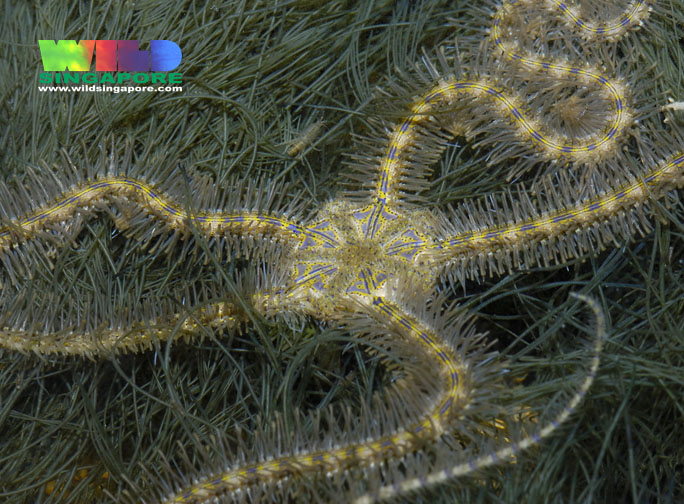
Macrophiothrix lineocaerulea
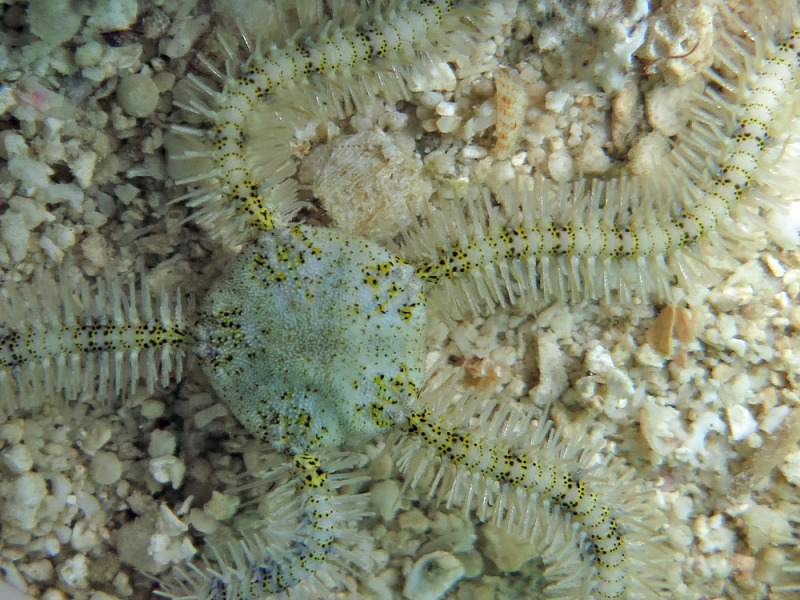
Macrophiothrix longipeda
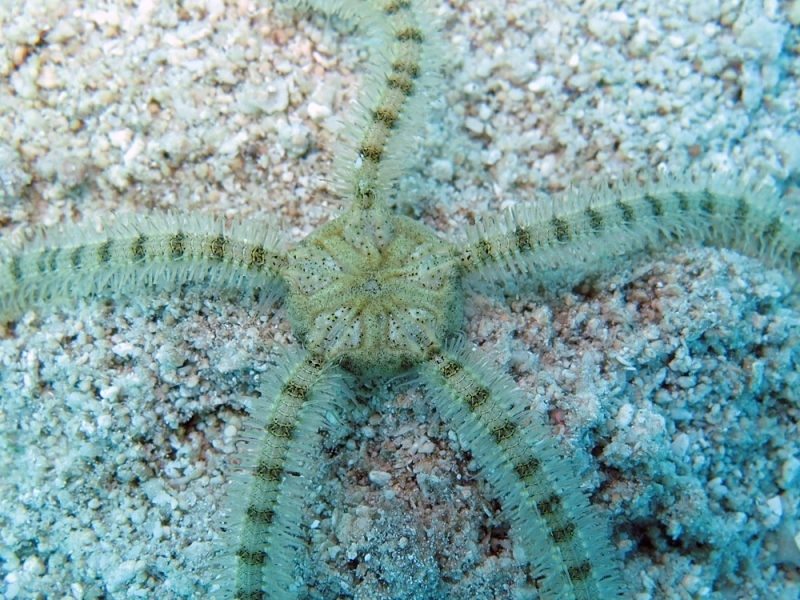
Macrophiothrix lorioli
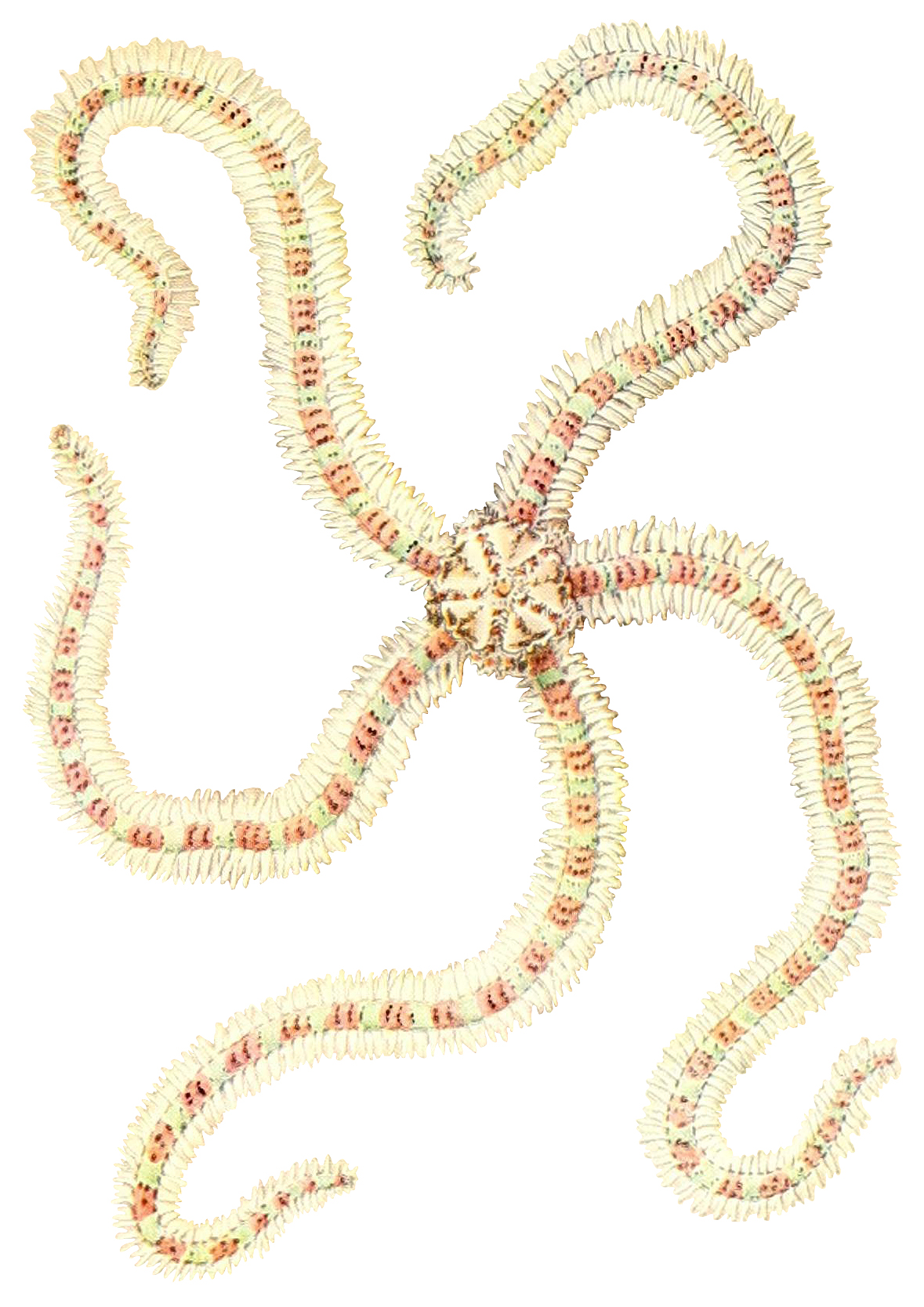
Macrophiothrix melanosticta
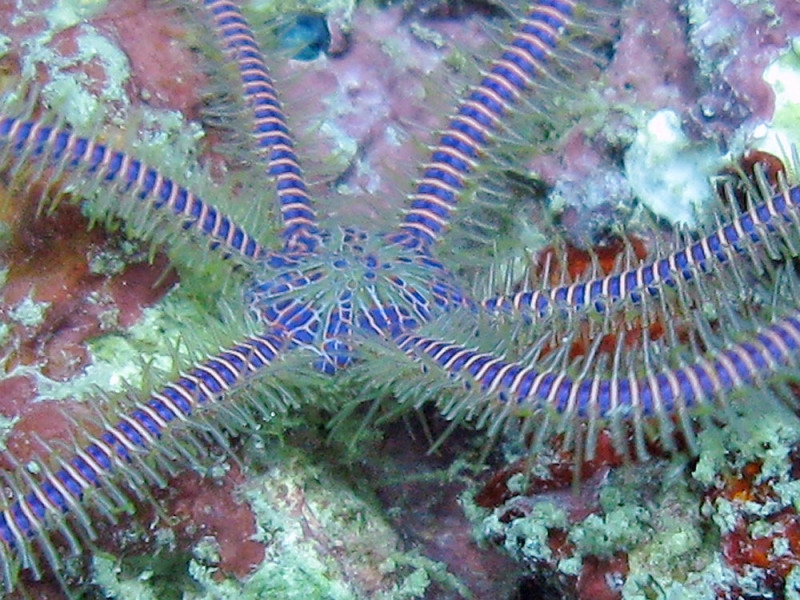
Macrophiothrix nereidina
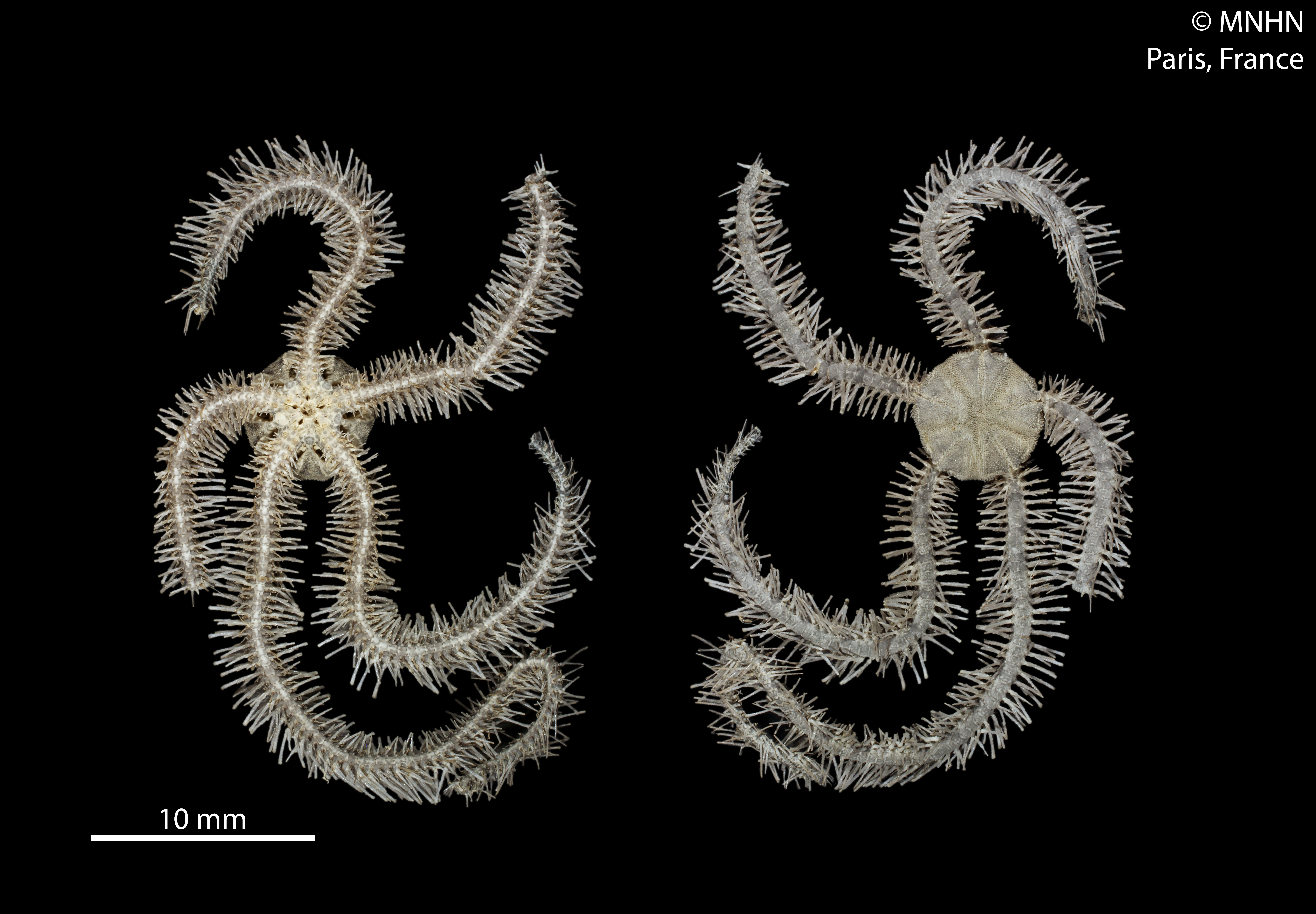
Macrophiothrix obtusa
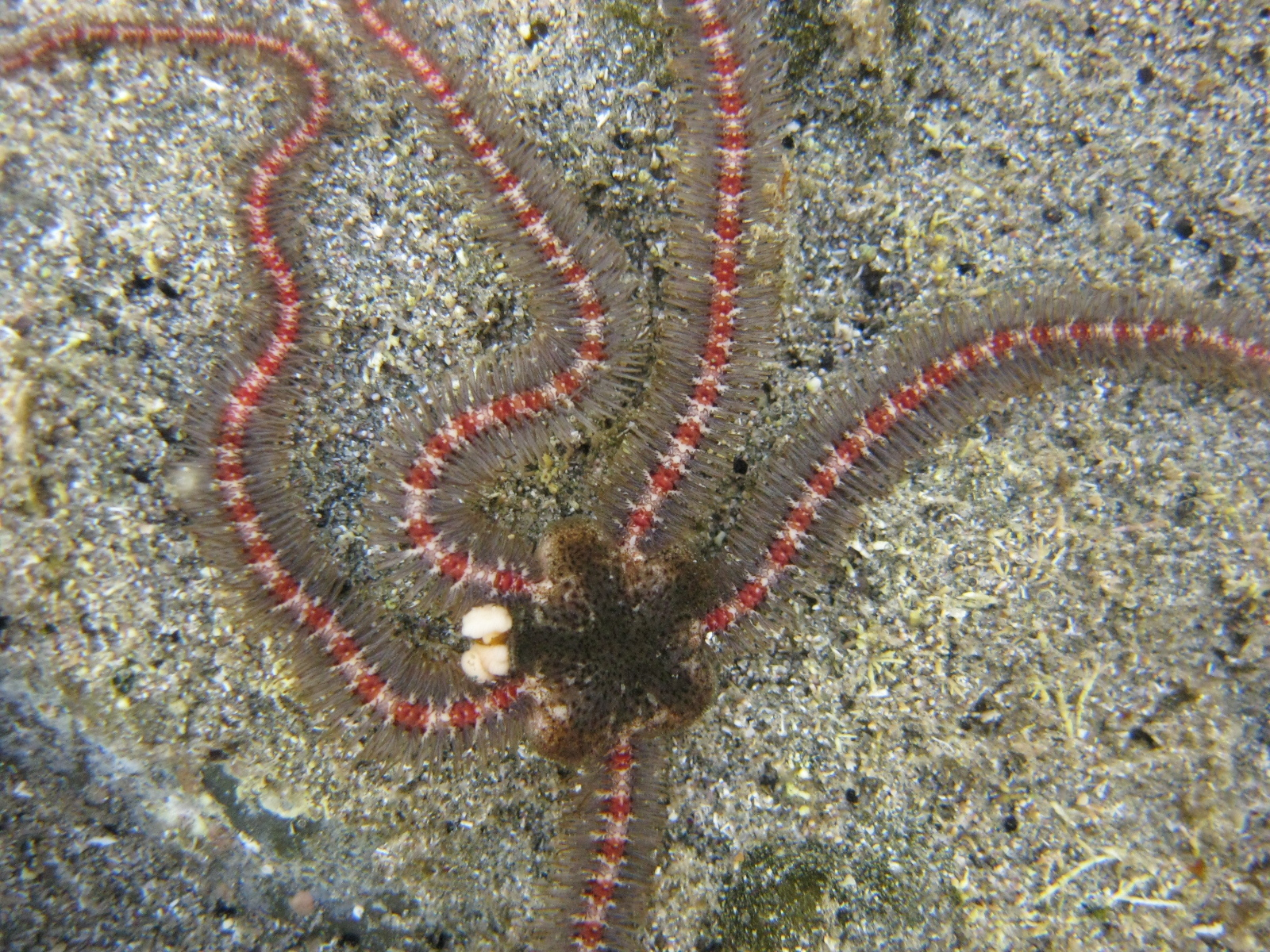
Macrophiothrix oliveri
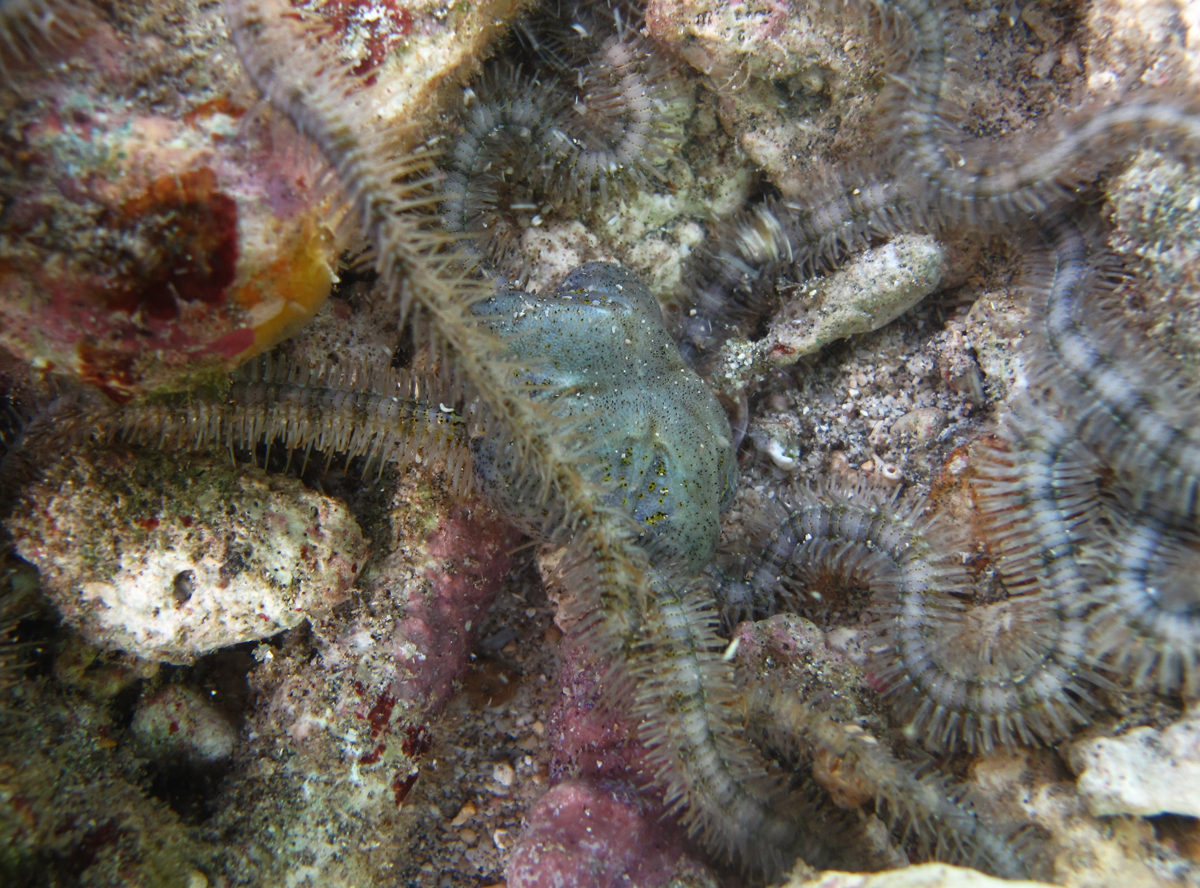
Macrophiothrix paucispina
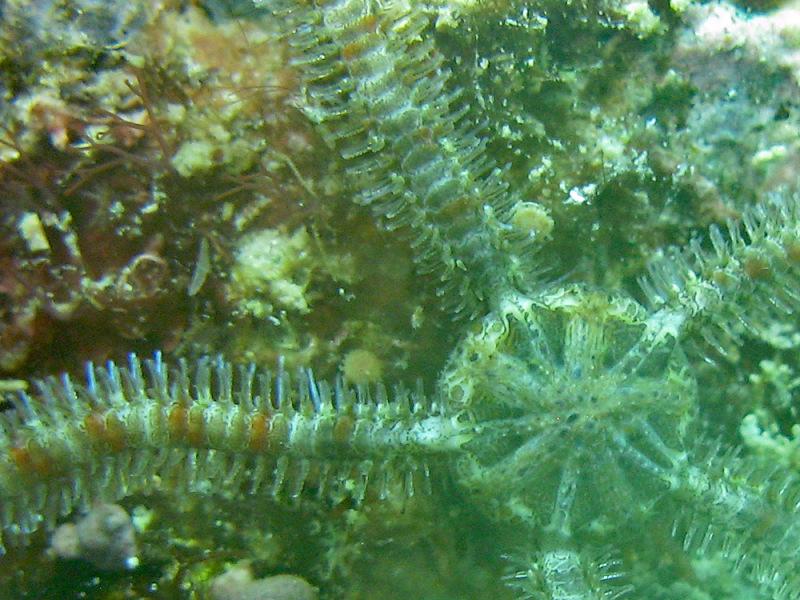
Macrophiothrix propinqua
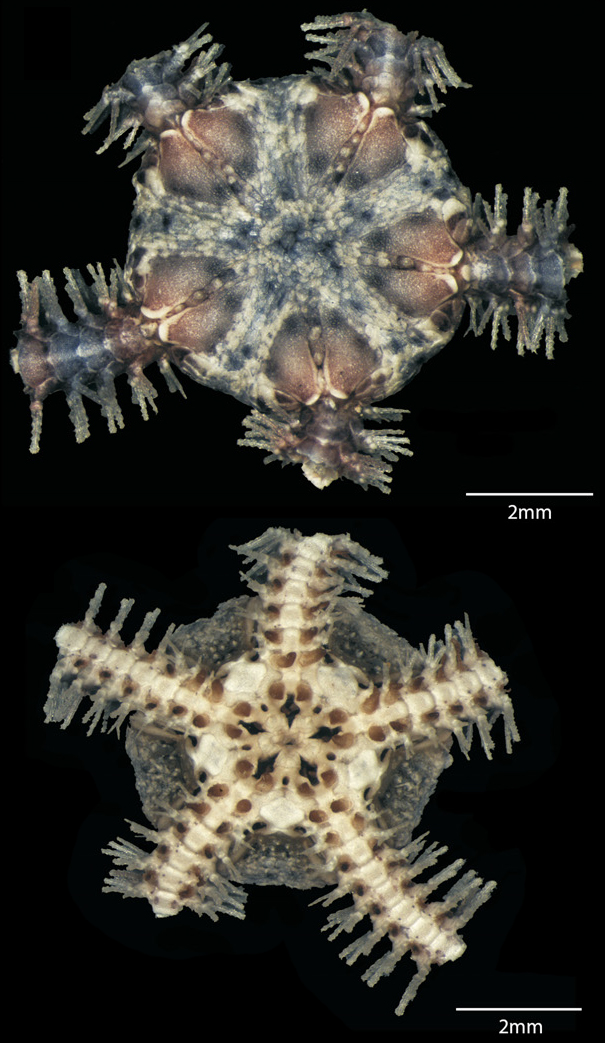
Macrophiothrix propinqua (détails)
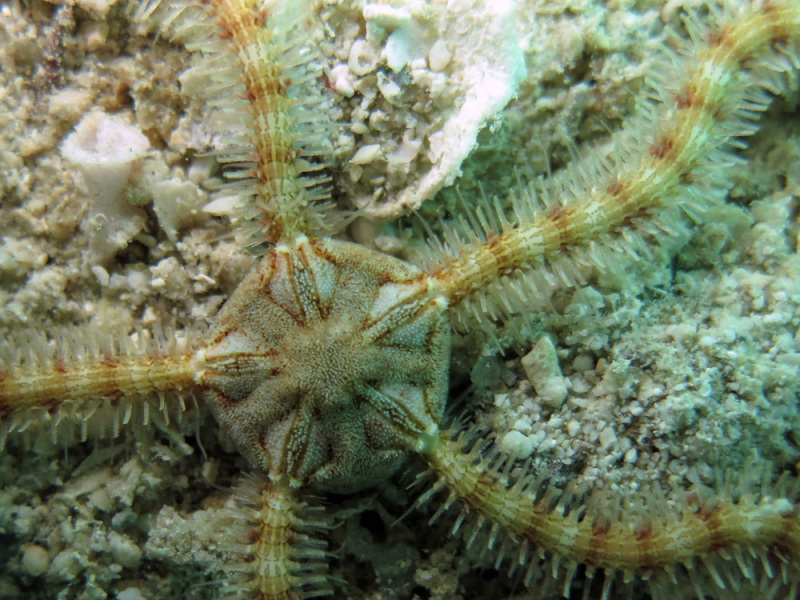
Macrophiothrix rhabdota
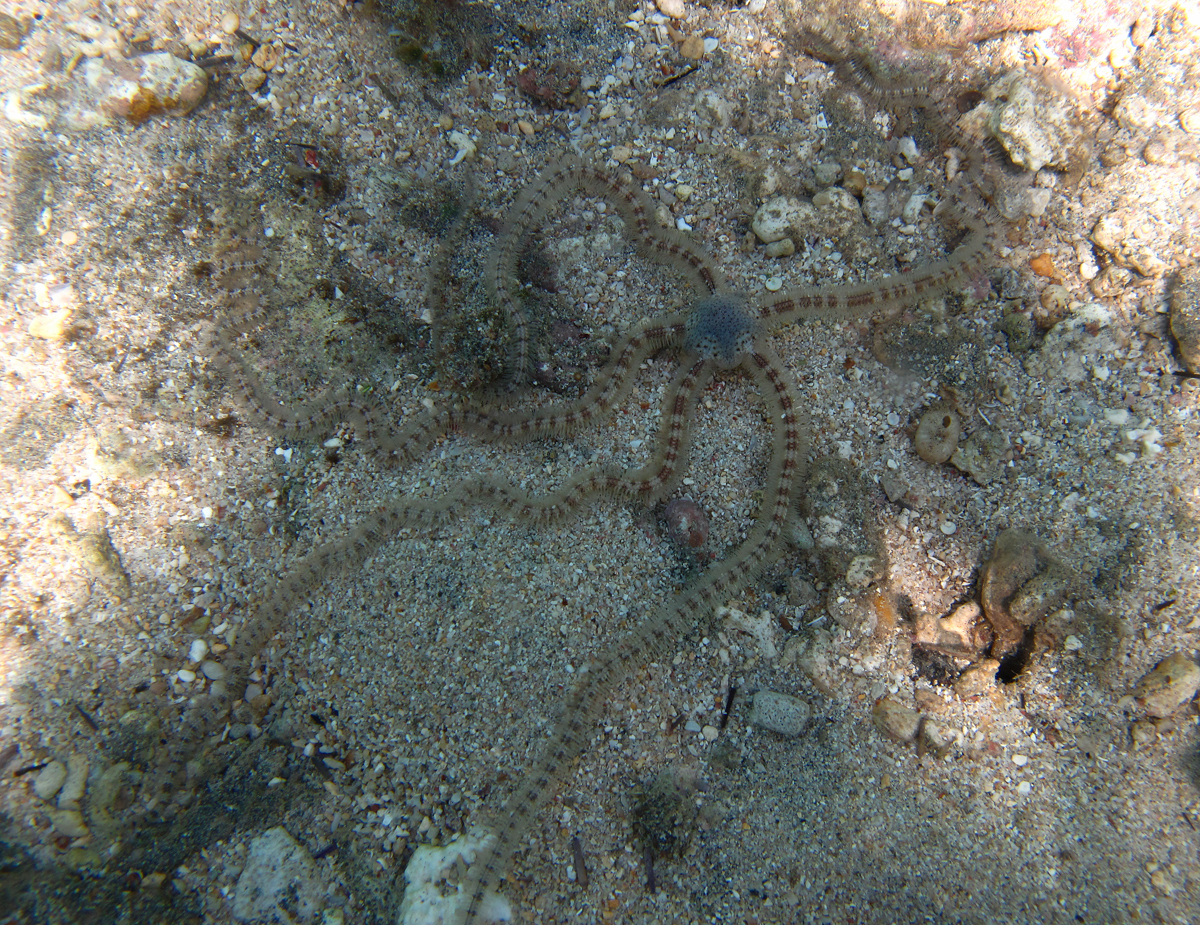
Macrophiothrix cf. robillardi
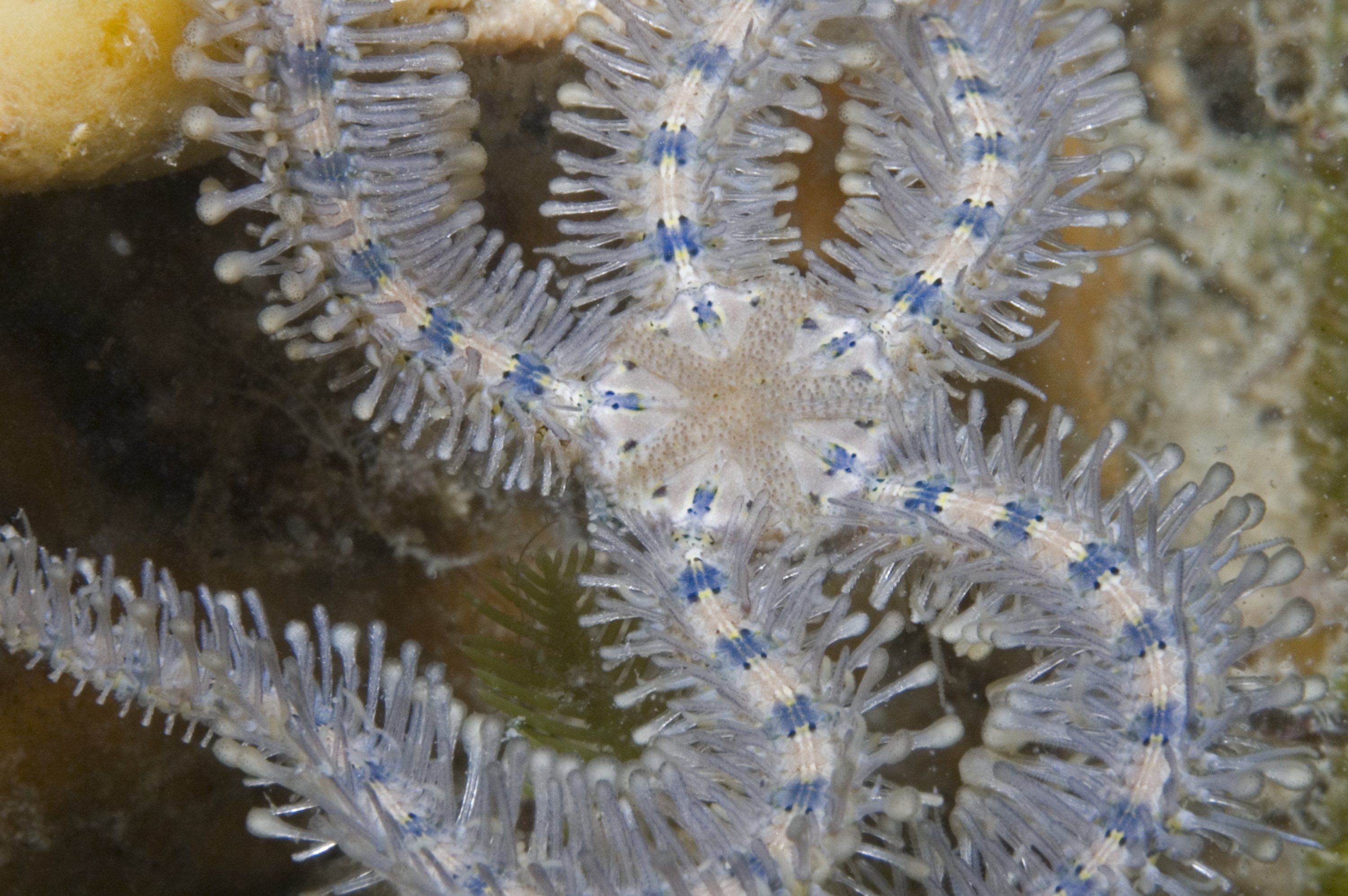
Macrophiothrix spongicola
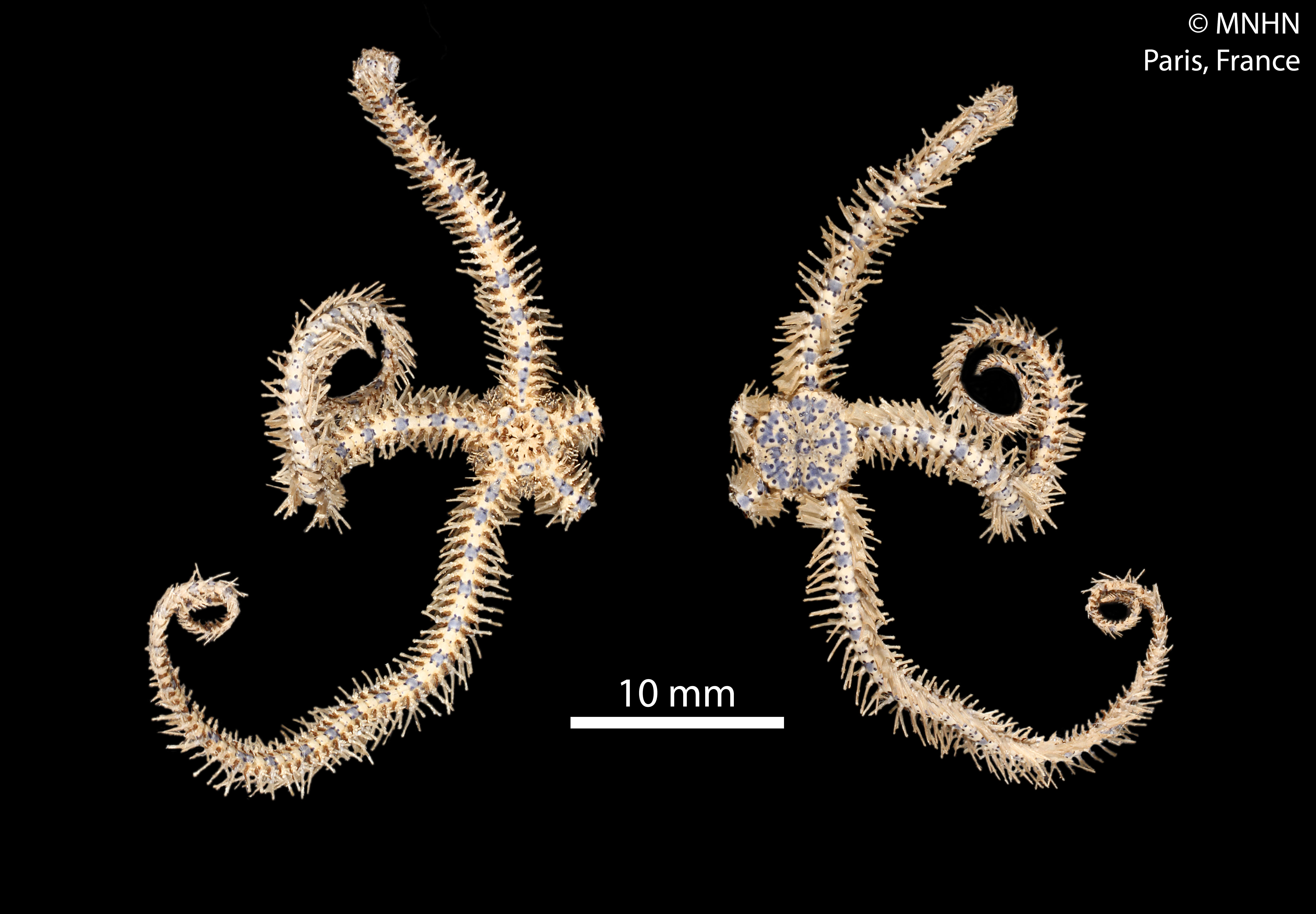
Macrophiothrix striolata
Macrophiothrix vicina

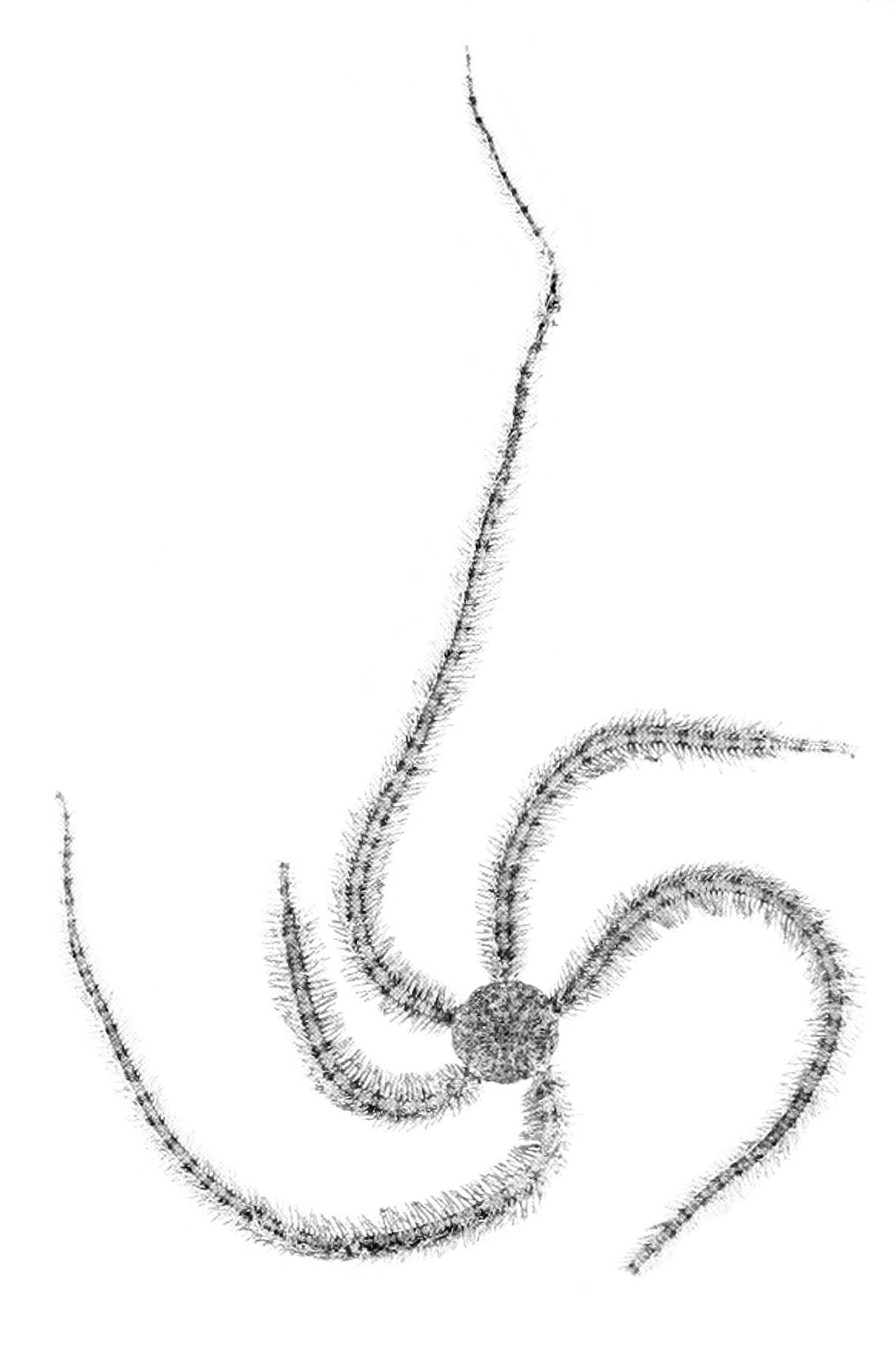
Macrophiothrix callizona
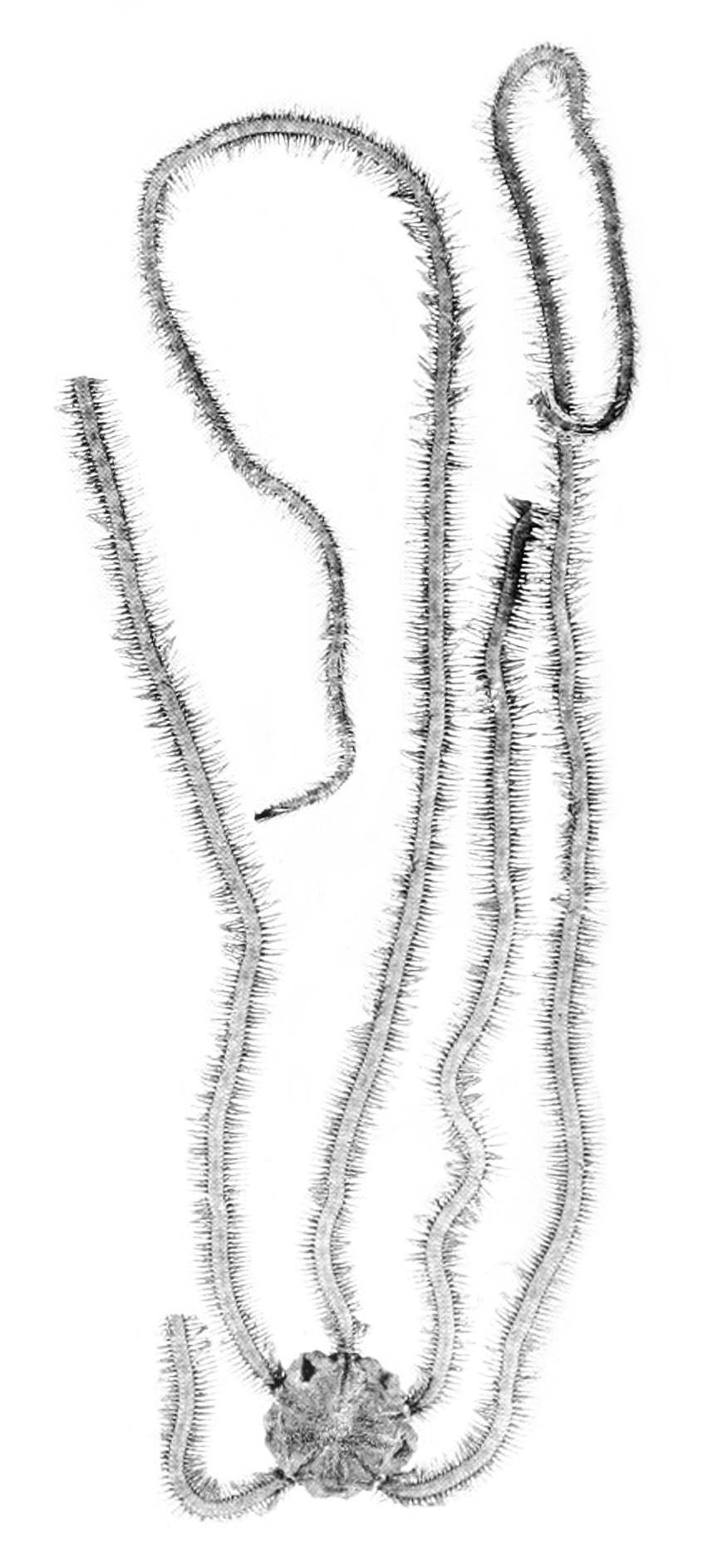
Macrophiothrix megapoma
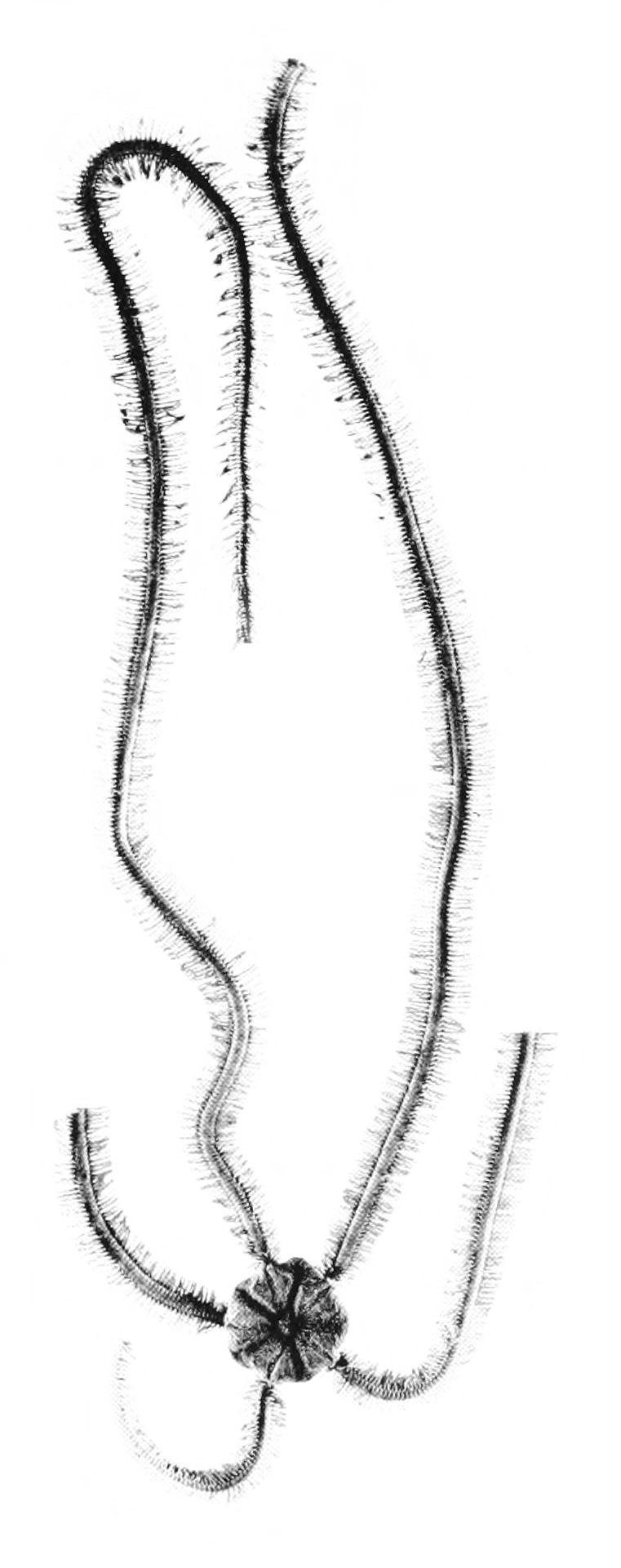
Macrophiothrix spinifera